# Премия Гринцане-Кавур

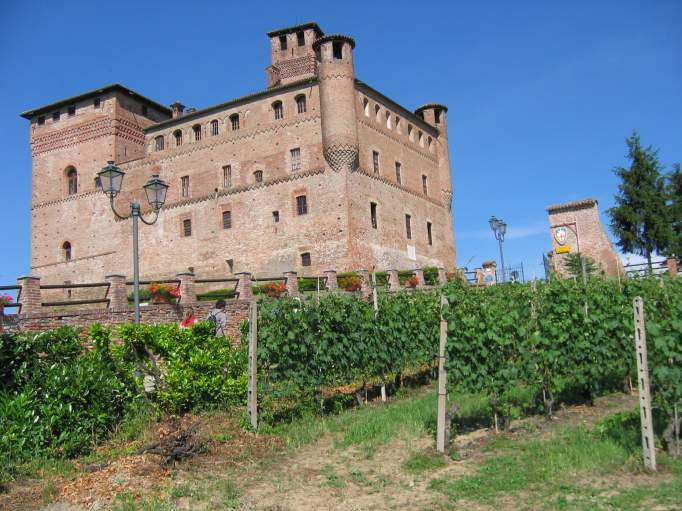
Замок в Гринцане-Кавур

Премия Гринца́не-Кавур (итал. Il Premio Grinzane Cavour) — итальянская и международная литературная премия города Гринцане-Кавур в провинции Кунео, регион Пьемонте. Вручается по нескольким номинациям (произведение молодого автора, эссеистика, книга, рекомендуемая для чтения и др.) с 1982 года.
Прекратила существование в 2009 году вследствие скандального суда над её директором.

## Международная премия
- 1991 — Жюльен Грин
- 1992 — Гюнтер Грасс
- 1993 — Чеслав Милош
- 1994 — Карлос Фуэнтес
- 1995 — Богумил Грабал
- 1996 — Кендзабуро Оэ
- 1997 — Ив Бонфуа
- 1998 — Жан Старобинский
- 1999 — Видиадхар Найпол
- 2000 — Мануэль Васкес Монтальбан
- 2001 — Дорис Лессинг, Тони Моррисон
- 2002 — Даниэль Пеннак
- 2003 — Джон Максвелл Кутзее
- 2004 — Марио Варгас Льоса
- 2005 — Анита Десаи
- 2006 — Дерек Уолкотт
- 2007 — Амитав Гош
- 2008 — Дон Делилло

## Переводческая премия (1986 — …)
- 1986 Giorgio Melchiori, английский
- 1987 Оресте Макри, испанский
- 1988 Magda Olivetti, немецкий
- 1989 Карло Бо, французский
- 1990 Эридано Баццарелли, русский
- 1991 Giovanni Bogliolo, французский
- 1992 Pietro Marchesani, польский
- 1993 Carlo Carena, латинский
- 1994 Giovanni Raboni, французский
- 1995 Renata Colorni, немецкий
- 1996 Glauco Felici, испанский
- 1997 Agostino Lombardo, английский
- 1998 Luca Canali, латинский
- 1999 Мария Луиза Спациани, французский
- 2000 Gian Piero Bona, французский
- 2001 Umberto Gandini, немецкий
- 2002 Ettore Capriolo, английский
- 2003 Фернанда Пивано, английский
- 2004 Hado Lyria, испанский
- 2005 Серена Витале, русский
- 2006 Isabella Camera d’Afflitto, арабский
- 2007 Renata Pisu, китайский
- 2008 Giorgio Amitrano, японский

## Авторская эссеистика (1996 — …)
- 1996 Пьетро Читати La colomba pugnalata
- 1997 Daria Galateria Le fughe del Re Sole
- 1998 Giuliano Baioni Il giovane Goethe
- 2000 Чезаре Сегре Per curiosita — una specie di autobiografia
- 2002 Paolo Cesaretti Teodora, Gian Carlo Roscioni Il desiderio delle Indie
- 2007 Альберто Мангель Diario di un lettore*****

## Произведение молодого автора (1990 — …)
- 1993 Аллен Курцвейл
- 1995 Джузеппе Куликкья
- 1996 Алессандро Барберо
- 2001 Ричард Мейсон
- 2004 Сайед Кашуа
- 2006 Орнела Ворпси
- 2008 Леонора Миано

## Издательская премия (2001 — …)
- 2001 Х. М. Энценсбергер
- 2002 André Schiffrin
- 2003 Антуан Галлимар
- 2004 Odile Jacob
- 2005 Jorge Herralde
- 2006 Ulla Unseld-Berkéwicz
- 2007 Ellen W. Faran

## Книга, рекомендуемая для чтения (премия Фонда CRT) (2006 — …)
- 2006 Ассия Джебар
- 2007 Надин Гордимер
- 2008 Адонис

## Специальные премии (1985 — …)
- 1985 Делл'Арти
- 1986 Ревелли
- 1987 Паулуччи
- 1988 Вирложе
- 1989 Стальено
- 1990 Гарроне
- 1995 Воле Шойинка
- 2001 Тони Моррисон
- 2006 Ригоберта Менчу
- 2008 Аарон Аппельфелд

## Зарубежная проза
- 1982 — Майкл Крайтон, Т. Конвицкий, Вл. Максимов
- 1983 — Рытхэу, Жоржи Амаду, Т.Бернхард
- 1984 — Саррот, Й. Радичков, Амос Тутуола
- 1985 — Трульс Ора, Надин Гордимер, Курт Воннегут
- 1986 — Б.-А. Леви, Воле Шойинка, Марио Варгас Льоса
- 1987 — Гр. Свифт, Леви, Сарамаго
- 1988 — Стокенстрём, Дж. Барнс, Эдуардо Мендоса
- 1989 — Д. Лессинг, Л. Бородин, Марвел Морено
- 1990 — А. Конде, Торстен Беккер, Т. Толстая
- 1991 — Турнье, И.Макьюэн, Эдна О’Брайен
- 1992 — И.Меттер, Биой Касарес, И.Кадаре
- 1993 — Жан д'Ормессон, Омеро Аридхис, Анита Десаи
- 1994 — Сейс Нотебоом, Бен Окри, А.Иегошуа
- 1995 — Роберт Шнайдер, Рене Депестр, Мэтьюз
- 1996 — Пауло Коэльо, Ларс Густаффсон, Майкл Ондатже
- 1997 — Гроссман, Альваро Мутис, Шлинк
- 1998 — Юй Хуа, Исмаиль Кадаре, Кандия МакУильям
- 1999 — Эндрю Миллер, Руо, Тейлор
- 2000 — М.Каннингем, Тахар Бенжеллун, Урсула Хеги
- 2001 — Хаим Поток, А.Маалуф, Антонио Скармета
- 2002 — Орхан Памук («Имя мне — Красный»), Альфредо Брисе Эченике, Кристоф Хайн
- 2003 — Хавьер Серкас, Миленко Ергович, Ахмаду Курума
- 2004 — Радойчич-Канэ, Эстерхази, Эдуард Глиссан
- 2005 — Роса Монтеро, Хеттч, Дыонг Тху Хыонг
- 2006 — Лаура Рестрепо, Гамаль аль-Гитани, Соуза Тавареш
- 2007 — Паскаль Мерсье, Аля аль-Асуани, Филипп Форе
- 2008 — Бернардо Ачага, Инго Шульце, Людмила Улицкая

## Премия в России
С 2004 года в России переводчикам итальянской литературы на русский язык и писателям, чьи произведения переведены на итальянский, вручается премия «Гринцане-Кавур—Москва». В 2004 году её получили Евгений Рейн, Елена Костюкович и Владислав Отрошенко, в 2005 — Наталия Ставровская и Асар Эппель.